# 대도

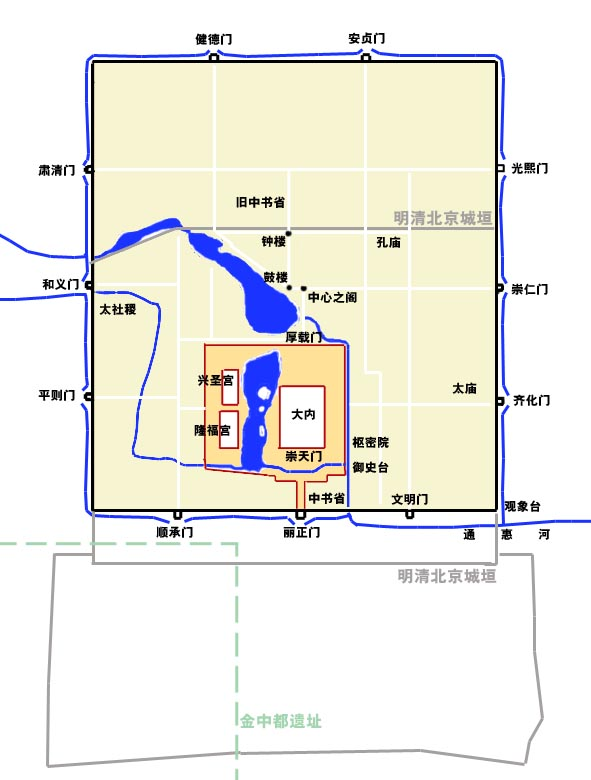
원대의 대도

대도(大都, 몽골어: ᠳᠠᠶᠢᠳᠤ Dayidu) 혹은 칸발리크 몽골어: ᠻᠠᠨᠪᠠᠯᠢᠺ Qanbaliq, 영어: Khanbaliq)는 몽골제국 원대의 겨울 수도이다. 현재의 중화인민공화국 베이징이다.

## 역사
1215년, 몽골군은 금나라의 중도를 불태웠다.
1267년, 원(元) 왕조의 시조인 쿠빌라이 칸은 중국의 전 지역을 정복하기 위한 준비로 중도의 북쪽 자리에 칸발리크(汗八里, Khanbaliq, 위대한 칸의 거주지라는 뜻) 혹은 대도(大都)라는 이름의 도시를 건립하고 원래 수도였던 몽골고원의 카라코룸으로부터 천도하였다. 이곳은 전통적인 중국의 수도들보다 북쪽에 위치했지만, 원 왕조의 발원지인 몽골고원에 가까워서 몽골족의 지원이 용이했기 때문에 수도로 선택되었다.
대도에는 중국식 정치기관인 중서성(中書省)을 설치되었으며, 전 몽골 제국의 정치와 경제의 중심이 되었다. 마르코 폴로 등 수많은 서방의 여행자가 방문하였고, 그 번영은 유럽에까지 전해지게 되었다. 이는 마르코 폴로의 여행기 속에 캄불룩(Cambuluc)이라는 이름으로서 잘 나타나 있다.
홍건당에서 두각을 나타낸 주원장은 기타 반란자들을 차례로 쓰러뜨리고 남중국을 통일한 후(1368년), 난징에서 명나라를 건국하고 황제로 즉위하였다. 그리고 대규모의 북벌을 개시하여 원나라의 수도 대도에 육박했다.
1368년, 주원장의 세력이 대도에 이르자 원나라 황제 토곤 테무르는 대도를 버리고 북쪽의 몽골고원으로 물러났다. 그리고 대도는 주원장에 의해 베이징으로 개칭되었다.

## 같이 보기
- 베이징시
- 원나라